# Релинген (Доња Саксонија)
Релинген (њем. Rehlingen) град је у њемачкој савезној држави Доња Саксонија. Једно је од 43 општинска средишта округа Линебург. Према процјени из 2010. у граду је живјело 736 становника. Посједује регионалну шифру (AGS) 3355029.

## Географски и демографски подаци
Релинген се налази у савезној држави Доња Саксонија у округу Линебург. Град се налази на надморској висини од 86 метара. Површина општине износи 66,0 km². У самом граду је, према процјени из 2010. године, живјело 736 становника. Просјечна густина становништва износи 11 становника/km².